# Prionospio
Prionospio är ett släkte av ringmaskar som beskrevs av Anders Johan Malmgren 1867. Prionospio ingår i familjen Spionidae.

## Dottertaxa tillPrionospio, i alfabetisk ordning[1][2]
- Prionospio aluta
- Prionospio andamanensis
- Prionospio anuncata
- Prionospio aucklandica
- Prionospio australiensis
- Prionospio banyulensis
- Prionospio caspersi
- Prionospio cirrifera
- Prionospio convexa
- Prionospio coorilla
- Prionospio cornuta
- Prionospio cristata
- Prionospio decipiens
- Prionospio depauperata
- Prionospio dubia
- Prionospio ehlersi
- Prionospio elegantula
- Prionospio elongata
- Prionospio ergeni
- Prionospio fallax
- Prionospio fauchaldi
- Prionospio festiva
- Prionospio grossa
- Prionospio henriki
- Prionospio heterobranchia
- Prionospio jubata
- Prionospio kirrae
- Prionospio komaeti
- Prionospio kulin
- Prionospio laciniosa
- Prionospio lanceolata
- Prionospio lighti
- Prionospio lineata
- Prionospio lobulata
- Prionospio malayensis
- Prionospio malmgreni
- Prionospio marsupiala
- Prionospio marsupialia
- Prionospio membranacea
- Prionospio multibranchiata
- Prionospio multicristata
- Prionospio multipinnulata
- Prionospio neenae
- Prionospio nielseni
- Prionospio nirripa
- Prionospio ockelmanni
- Prionospio orensanzi
- Prionospio oshimensis
- Prionospio paradisea
- Prionospio patagonica
- Prionospio paucipinnulata
- Prionospio perkinsi
- Prionospio phuketensis
- Prionospio pilkena
- Prionospio plumosa
- Prionospio plumosus
- Prionospio pulchra
- Prionospio queenslandica
- Prionospio rotalis
- Prionospio rugosa
- Prionospio runei
- Prionospio saccifera
- Prionospio sandersi
- Prionospio sishaensis
- Prionospio somaliensis
- Prionospio steenstrupi
- Prionospio tatura
- Prionospio tenuis
- Prionospio tetelensis
- Prionospio thalanji
- Prionospio treadwelli
- Prionospio tridentata
- Prionospio tripinnata
- Prionospio unilamellata
- Prionospio wambiri
- Prionospio variegata
- Prionospio wireni
- Prionospio yuriel